# 울산 지웰시티 자이
울산 지웰시티 자이는 울산광역시의 동구에 위치한 아파트단지이다. 시공사는 GS건설이다.

## 특징
시행사가 시웰그룹이므로 지웰 브랜드가 사용된다. 아파트의 총 면적은 면적 1단지 59㎡A·B, 84㎡A·B·C·D·F, 2단지 84㎡A·B·C·D·E·F, 107㎡가 되며 1단지는 지하 3층에서 지상 22~35층의 규모를 가지고 2단지는 지하 5층에서 지상 15~37층의 규모를 가진다. 2023년에 새로이 완공된 아파트이며 아파트가 지어지기 전의 부지에는 현대중공업 외국인 사택, 미포아파트, 현대중공업 사원 기숙사가 존재했었다. 아파트의 중심으로 거대한 번화가가 자리잡고 있으며 초등학교의 경우엔 1단지는 서부초등학교가 교육을 전담하고 2단지는 녹수초등학교가 전담한다. 중학교와 고등학교는 1단지와 2단지가 모두 공통적으로 현대중학교, 현대고등학교, 현대청운고등학교에서 교육을 전담한다. 울산 지웰시티 자이를 경유하는 울산광역시의 시내버스로는 울산 시내버스 107번, 울산 시내버스 114번, 울산 시내버스 121번, 울산 시내버스 124번, 울산 시내버스 126번, 울산 시내버스 131번, 울산 시내버스 134번이 동부도서관앞 정류장을 통해 경유하며 울산 시내버스 33번은 서부성원상떼빌묵문 정류장을 통해 경유한다. 아파트 단지의 내부 시설로는 실내 체육관, 카약물놀이장, 풋살장, 클라이밍, 건식사우나, 작은도서관이 존재한다.

## 같이 보기
- 울산광역시
- 아파트
- GS건설